# Михалино (Гродненская область)
Михалино (бел. Міхаліно) — деревня в Берестовицком районе Гродненской области Белоруссии. Входит в состав Эйсмонтовского сельсовета.

## География
Деревня находится в западной части Гродненской области, к востоку от реки Свислочи и автодороги Р-99, на расстоянии приблизительно 21 километра (по прямой) к северу от городского посёлка Большая Берестовица, административного центра района. Абсолютная высота — 114 метров над уровнем моря. Площадь населённого пункта — 0,0828 км².

## История
По состоянию на 1905 год, в Михалине проживало 117 человек. В административном отношении деревня входила в состав Индурской волости Гродненского уезда Гродненской губернии.
Согласно Рижскому мирному договору (1921), деревня вошла в состав межвоенной Польши. Входила в состав гмины Индура Гродненского повета Белостокского воеводства. В 1921 году числилось 136 жителей, проживавших в 26 домах. В этническом составе населения того периода белорусы составляли 100 %. В конфессиональном составе населения преобладали православные христиане (100 %).
С 1939 года в БССР.

## Население
По данным переписи 2019 года, в деревне проживало 6 человек.
| Год  | Население, человек |
| ---- | ------------------ |
| 1905 | 117                |
| 1921 | ↗ 136              |
| 2009 | ↘ 7                |
| 2019 | ↘ 6                |